# جان یونگ (دوچرخه‌سوار)
جان یونگ (انگلیسی: John Young؛ ۱۹۳۶ – ۲۹ ژانویه ۲۰۱۳) دوچرخه‌سوار اهل استرالیا بود. وی قهرمان مسابقات ملی دوچرخه‌سواری جاده استرالیا در سال ۱۹۶۰ شده است. 